# Angela Orthner

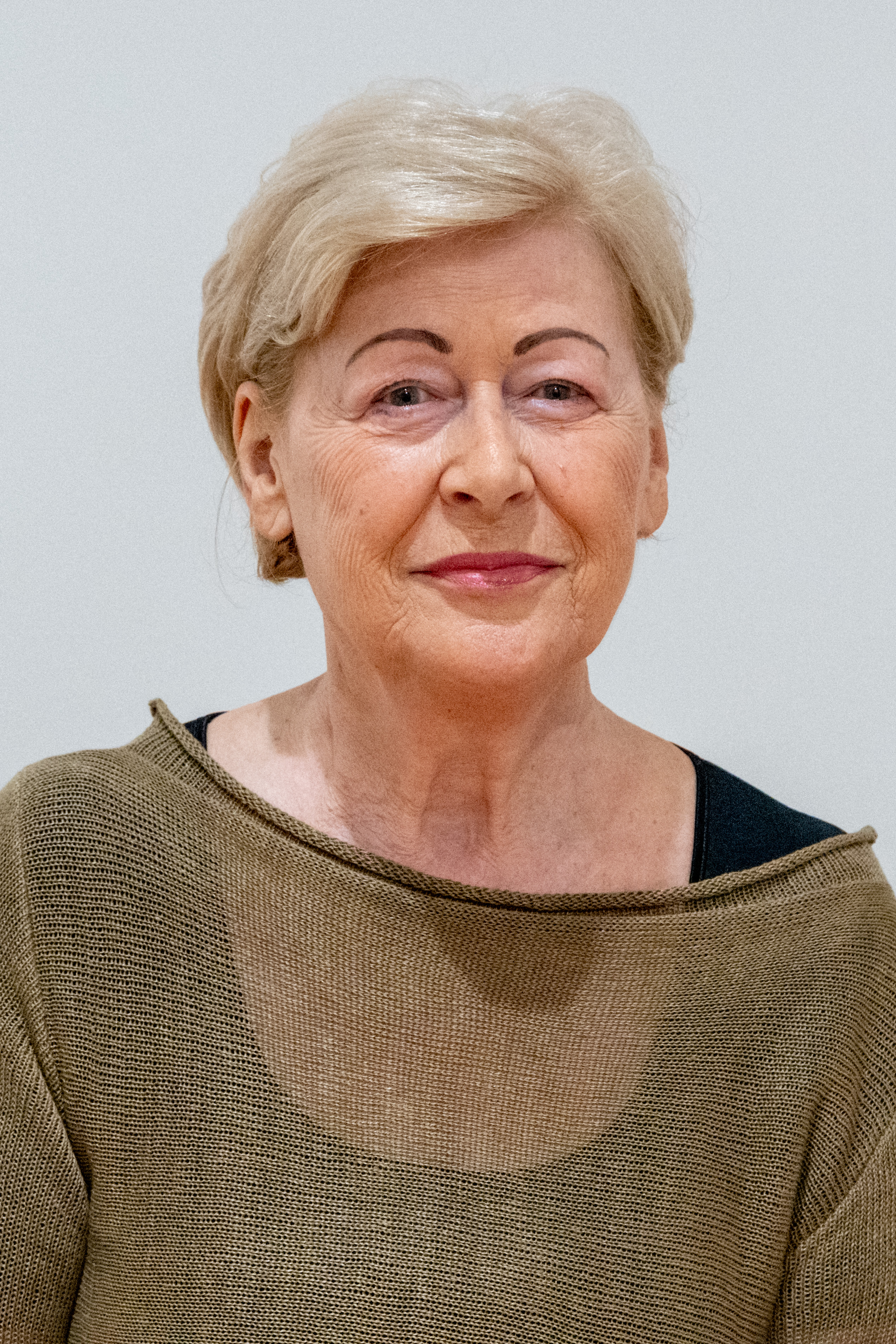
Angela Orthner (2025)

Angela Orthner (* 29. Mai 1948 in Linz) ist eine österreichische Politikerin (ÖVP) und ehemalige oberösterreichische Landtagspräsidentin.
Die gelernte Drogistin war vom 30. Oktober 1991 bis zum 23. Oktober 2009 Erste Präsidentin des Oberösterreichischen Landtages. Von Juni 2003 bis Jänner 2005 war Orthner Mitglied und stellvertretende Vorsitzende des Österreich-Konvents. Für ihre engagierte Arbeit im Konvent wurde sie 2005 mit dem Großen Goldenen Ehrenzeichen mit dem Stern für Verdienste um die Republik Österreich ausgezeichnet.
Angela Orthner ist verheiratet und Mutter zweier Kinder.

## Auszeichnungen
- Großes Goldenes Ehrenzeichen mit dem Stern für Verdienste um die Republik Österreich[1] (2005)